# Moray (U-Boot)
Die USS Moray (SS/AGSS-300) war ein U-Boot der Balao-Klasse. Das Boot wurde von der Pazifikflotte der US Navy während des Zweiten Weltkrieges im Pazifik gegen Japan eingesetzt. Im Kalten Krieg war es Teil der Reserveflotte und diente zeitweilig als stationäres Ausbildungs-U-Boot für Reservisten.
Das U-Boot war das erste und bislang einzige Schiff der US Navy, das den Namen Moray trug. Der Name ist die englische Bezeichnung für die Muränen (Muraenidae).

## Technik und Bewaffnung
Die Moray war ein diesel-elektrisches Patrouillen-U-Boot der Balao-Klasse. Die Boote der Balao-Klasse wurden gegenüber jenen der vorhergehenden Gato-Klasse nur geringfügig verbessert und waren wie jene für lange offensive Patrouillenfahrten im Pazifik ausgelegt. Insbesondere die Tauchtiefe wurde, basierend auf den Erfahrungen des Krieges gegen Japan, vergrößert und die Aufteilung des Innenraums verbessert. Äußerlich und in ihren Dimensionen glichen sich die Boote beider Klassen weitgehend.

### Technik
Die USS Moray war 95 Meter lang und 8,3 Meter breit. Ihr Tiefgang betrug maximal 5,1 Meter. Aufgetaucht verdrängte sie 1526 tn. l., getaucht 2424 tn. l. Der Antrieb erfolgte durch vier 9-Zylinder-Diesel-Gegenkolbenmotoren von Fairbanks-Morse, Model 38D8-1/8, die eine Leistung von jeweils 1000 kW erbrachten. Unter Wasser wurde das U-Boot durch vier Elektromotoren mit insgesamt 2740 PS angetrieben, die ihre Energie aus zwei 126-zelligen Akkumulatoren bezogen. Die Motoren gaben ihre Leistung über ein Getriebe an zwei Wellen mit je einer Schraube ab. Die Geschwindigkeit betrug aufgetaucht maximal 20,25 Knoten, getaucht schaffte die Moray noch 8,75 Knoten. Die maximal mögliche Tauchzeit betrug 48 Stunden, die Konstruktionstauchtiefe lag bei circa 120 Metern. In den Treibstofftanks konnten 440 Kubikmeter Dieselkraftstoff gebunkert werden. Damit betrug ihr Fahrbereich 11.000 Seemeilen bei 10 Knoten.

### Bewaffnung
Die Hauptbewaffnung der USS Moray bestand aus zehn 533-mm-Torpedorohren, sechs im Bug, vier achtern, für die sich 24 Torpedos an Bord befanden. Hinter dem Turm war ein 5-Zoll-Deckgeschütz montiert. Auf dem Wintergarten war vorne eine 40-mm-FlaK montiert. Zusätzlich konnten zwei 12,7-mm-Maschinengewehre an diversen Positionen des Bootes montiert und nach Gebrauch wieder im U-Boot verstaut werden. Zur Ortung feindlicher Schiffe verfügte die Moray über ein JK/QC- und ein QB-Sonar unter dem Bug, an Deck waren JP-Hydrophone installiert. Am ausfahrbaren Elektronikmast war ein SD-Radar mit 20 Seemeilen Aufklärungsreichweite zur Ortung feindlicher Flugzeuge angebracht, zusätzlich verfügte das U-Boot über ein SJ-Oberflächensuchradar mit etwa zwölf Seemeilen Reichweite zur Ortung von Seezielen. Im getauchten Zustand konnte über das am Periskop angebrachte ST-Radar mit acht Seemeilen Reichweite ebenfalls eine Ortung feindlicher Schiffe erfolgen.

## Geschichte
Das U-Boot mit der Nummer SS-300 wurde am 21. April 1943 bei der William Cramp & Sons Shipbuilding Company in Philadelphia auf Kiel gelegt. Am 14. Mai 1944 erfolgte der Stapellauf und die Schiffstaufe auf den Namen USS Moray. Taufpatin war Mrs. Styles Bridges, Gattin des damaligen Senators von New Hampshire. Nach einer mehrmonatigen Ausrüstungs- und Seeerprobungszeit wurde die Moray am 26. Januar 1945 von der US Navy in Dienst gestellt. Erster Kommandant war Commander Frank L. Barrows.

### Zweiter Weltkrieg
Am 31. Januar 1945 verließ die USS Moray Philadelphia mit Kurs auf New London, Connecticut. Ab dem 1. Februar begann von dort aus das Einfahren der Besatzung vor der Ostküste der Vereinigten Staaten. Am 17. Februar kam es während einer Ausbildungsfahrt zu einer Kollision der Moray mit einem Leichter. Während die Schäden an der Moray schnell behoben werden konnten, ging der mit Kohle beladene Leichter Annapolis (2100 ts) infolge der Kollision unter.
Gemeinsam mit ihrem Schwesterschiff USS Carp (SS-338) und dem Geleitzerstörer USS Gillette (DE-681) brach die Moray am 14. April 1945 nach Panama auf, wo der Verband am 25. April in Balboa einlief. Die USS Moray durchquerte den Panamakanal und nahm Kurs auf Hawaii. Am 21. Mai erreichte sie Pearl Harbor, von wo aus sie letzte Trainingsfahrten unternahm, bevor sie am 7. Juni zu den Marianen aufbrach. Sie erreichte Saipan am 20. Juni. Eine Woche später, am 27. Juni, stach die Moray zu ihrer ersten und einzigen Kriegspatrouille in See. Sie bildete gemeinsam mit vier weiteren U-Booten ein Wolfpack, dessen Führung beim Kommandanten der Moray als ranghöchstem bzw. ältestem Kommandant der Gruppe lag. Das Einsatzgebiet der U-Boot-Gruppe lag im Seegebiet vor Tokio. Zu Beginn des koordinierten Einsatzes vor der japanischen Küste bezogen die U-Boote Positionen zur Unterstützung von Luftangriffen, die alliierte Flugzeuge gegen Ziele im Großraum Tokio flogen. Hauptaufgabe war dabei die Rettung abgestürzter Flugzeugbesatzungen. Vom 7. bis zum 9. Juli führte die Moray dabei eine Sonderaufgabe durch, in dem sie als Aufklärungsboot vor der Küste Honshus an der Vorbereitung von Luftangriffen durch die Dritte Flotte der US Navy beteiligt war.
Angriffsgelegenheiten gegen japanische Schiffe ergaben sich in dieser späten Phase des Krieges nur noch selten. Es gab kaum noch lohnende Ziele. Daher nahm die Moray auch kleinste Ziele ins Visier, insbesondere Treibminen. Dennoch ergab sich für die Moray die Gelegenheit zu einem Angriff auf einen Geleitzug den die USS Kingfish (SS-234) am Abend des 10. Juli in der Nähe einer kleinen, Honshu vorgelagerten Insel entdeckte. Beide U-Boote, Moray und Kingfish, griffen abwechselnd den Geleitzug an. Moray gelang dabei die Versenkung des Walfangbootes Fumi Maru No. 6 (361 BRT; 600 ts). Dieser Angriff blieb der einzige während der gesamten Feindfahrt, die am 6. August mit dem Erreichen des Stützpunktes auf den Midwayinseln endete. Wenig später erfolgte die Kapitulation Japans und daher blieb die erste Feindfahrt der Moray ihre einzige.

### Nachkriegszeit
Vom 1. bis 11. September verlegte die Moray von Midway nach San Francisco, wo anschließend die Außerdienststellung des Bootes vorbereitet wurde. Im Anschluss an die Außerdienststellung am 12. April 1946 wurde die Moray nach Vallejo (Kalifornien) in die Mare Island Naval Shipyard überstellt und im Januar 1947 der dort liegenden Reserveflotte eingegliedert. Am 1. Dezember 1962 wurde sie zum Auxiliary Research Submarine umklassifiziert und ihre Kennung in AGSS-300 geändert.

### Erfolge und Auszeichnungen
Die Moray versenkte auf ihrer einzigen Feindfahrt ein Schiff mit ca. 600 ts.
Für ihren erfolgreichen Einsatz erhielt das Boot einen Battle Star.

## Verbleib
Die Moray wurde am 1. April 1967 aus dem Schiffsregister der US Navy gestrichen. Am 18. Juni 1970 wurde sie vor der Küste Kaliforniens als Zielschiff mittels eines Torpedos versenkt.